# Jorge Ortiga

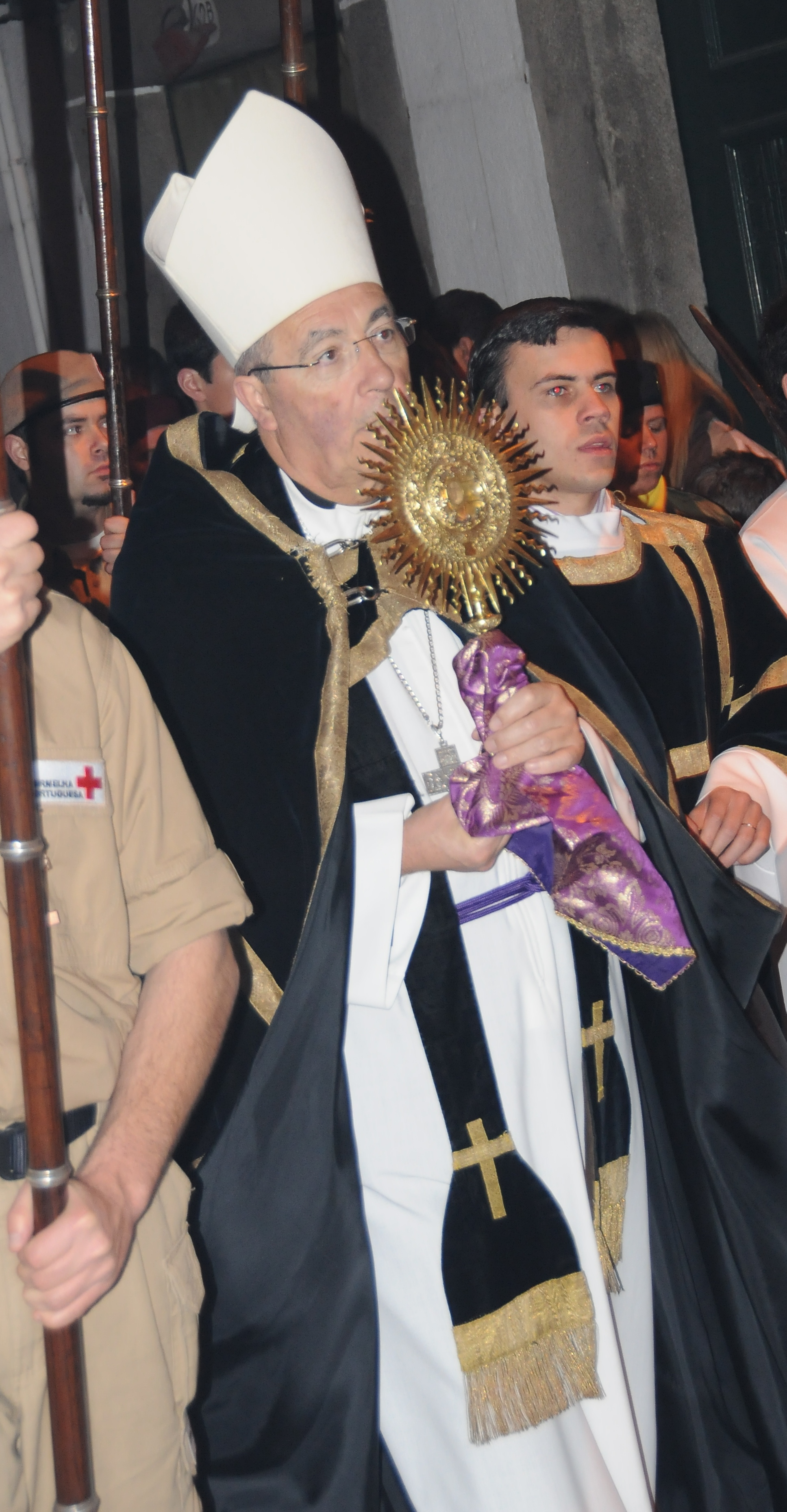
Erzbischof Jorge Ferreira da Costa Ortiga

Erzbischofswappen von Jorge Ortiga

Jorge Ferreira da Costa Ortiga (* 5. März 1944 in Brufe) ist ein portugiesischer Geistlicher und emeritierter römisch-katholischer Erzbischof von Braga.

## Leben
Jorge Ferreira da Costa Ortiga schrieb sich 1955 ins Priesterseminar Nossa Senhora da Conceição ein und studierte ab 1963 Theologie am Konzilsseminar von Braga. Er empfing am 9. Juli 1967 das Sakrament der Priesterweihe für das Erzbistum Braga. Seine Primiz am 16. desselben Monats war die erste Messe, die im Erzbistum Braga anhand der liturgischen Reformen des Zweiten Vatikanischen Konzils gefeiert wurde. Von 1968 bis Oktober 1970 studierte Ortiga Kirchengeschichte an der Päpstlichen Universität Gregoriana in Rom und arbeitete zunächst von 1971 bis 1973 als Sekretär des Erzbischofs von Braga. Später unterrichtete er Religions- und Kirchengeschichte am Konzilsseminar von Braga. Am 24. November 1981 wurde er zum Bischofsvikar für den Klerus in seiner Diözese ernannt.
Am 9. November 1987 ernannte ihn Papst Johannes Paul II. zum Titularbischof von Nova Barbara und bestellte ihn zum Weihbischof in Braga. Der Erzbischof von Braga, Eurico Dias Nogueira, spendete ihm am 3. Januar 1988 die Bischofsweihe; Mitkonsekratoren waren der Bischof von Lamego, António de Castro Xavier Monteiro, und der Weihbischof in Braga, Carlos Pinheiro. Johannes Paul II. ernannte ihn am 5. Juni 1999 zum Erzbischof von Braga und damit zum römisch-katholischen Primas von Portugal. In der Portugiesischen Bischofskonferenz leitete Ortiga zunächst die Bischöfliche Kommission für die Glaubenslehre und die Bischöfliche Kommission für das katholische Bildungswesen
Von 2005 bis 2011 war Jorge Ferreira da Costa Ortiga zudem Vorsitzender der Portugiesischen Bischofskonferenz. In dieser leitete er von 2011 bis 2017 die Kommission für Sozialpastoral und war im selben Zeitraum Mitglied im Ständigen Rat der Bischofskonferenz. Er wurde 2012 als Großoffizier in den Ritterorden vom Heiligen Grab zu Jerusalem aufgenommen.
Am 3. Dezember 2021 nahm Papst Franziskus das von Jorge Ortiga aus Altersgründen vorgebrachte Rücktrittsgesuch an.